# Abd al-Aziz II bin Humaid Al Nuaimi
Humaid III bin Rashid Al Nuaimi (... – 1910), è stato emiro di Ajman dal 1900 al 1910. Guidò l'emirato in un periodo in cui i conflitti tribali innescarono l'instabilità in tutta la costa e alla fine fu assassinato come il suo predecessore.

## Ascesa al trono
Nel 1900, dopo un colpo di Stato in cui suo nipote, lo sceicco Humaid II fu assassinato, Abd al-Aziz prese il potere con il sostegno del popolo. Scrisse al residente britannico a Bushehr, confermando la sua ascesa al trono e il suo accordo a rispettare tutti i trattati siglati tra i suoi predecessori e gli inglesi. Viaggiò molto per garantire che i soggetti britannici residenti ad Ajman fossero certi della loro incolumità e dei loro interessi.
Caro amico di Saqr II bin Khalid al-Qasimi, lo sceicco Abd al-Aziz si recò a Sharja per partecipare al durbar del viceré George Curzon il 21 novembre 1903.
Nell'aprile del 1905 partecipò al primo incontro formale dei sovrani degli Stati della Tregua. A tale incontro parteciparono lo sceicco Zayed I bin Khalifa Al Nahyan di Abu Dhabi, lo sceicco Saqr II bin Khalid al-Qasimi di Sharja, lo sceicco Rashid II bin Ahmad Al Mu'alla di Umm al-Quwain ed era presieduto dallo sceicco Maktum II bin Hasher Al Maktum di Dubai. L'incontro fu convocato per risolvere una disputa sorta tra gli abitati di Masfout e Hajarain (oggi nota come Hatta) sullo uadi Hatta. La tribù Bani Qitabla aveva infatti costruito un forte nello uadi e stava fermando le carovane che si dirigevano verso l'Oman o lasciavano quel paese. Masfout all'epoca era legata agli al-Na'im di al-Buraymi, un altro ramo della famiglia regnante di Ajman. In seguito a questo incontro, lo sceicco Rashid II bin Ahmad Al Mu'alla organizzò una riconciliazione tra gli sceicchi del Bani Qitab e Abd al-Aziz II.
Nel 1902 firmò un ulteriore trattato con gli inglesi che aboliva il commercio di armi.

## Al Zorah
L'area di Al Zorah venne alla ribalta nel 1895, quando lo sceicco di Abu Dhabi Zayed I bin Khalifa Al Nahyan, stabilì un insediamento nella spiaggia a nord. Sebbene questo piano fosse in definitiva frustrato dai governanti degli emirati del nord, Abd al-Aziz ereditò il problema quando una sezione della tribù dei Sudan (al singolare Al Suwaidi) chiese il permesso al residente britannico di insediarsi ad Al Zorah. Nel 1897, con il supporto di Zayed, la concessione arrivò. Questi era infatti un Suwaidi per parte di madre e una figlia dello sceicco dei Sudan Sultan bin Nasir era sua moglie.
Abd al-Aziz si mosse immediatamente per costruire un forte che bloccasse l'accesso verso terra ad Al Zorah e, simultaneamente, Saqr II bin Khalid al-Qasimi, fece una petizione agli inglesi contro l'istituzione di una comunità aliena nel mezzo del territorio degli al-Qasimi. Di conseguenza il permesso fu revocato e, visitando l'area di Al Zorah nel 1905, Percy Zachariah Cox giunse alla conclusione che nessun insediamento di questo genere si sarebbe dovuto installare senza il consenso unanime degli sceicchi degli Stati della Tregua.

## Assassinio
Nel 1910 un nipote dello sceicco Abd al-Aziz II, Mohammed bin Rashid Al Nuaimi, ordì un complotto. Egli mandò uno schiavo di nome Yaqoot ad attaccare e uccidere Abd al-Aziz. Ciò innescò una rivolta generale e la folla formatasi uccise Yaqoot e costrinse Mohammed bin Rashid a fuggire nel deserto per salvarsi la vita. Humaid, il figlio di Abd al-Aziz, in quel momento stava viaggiando a Mascate e dovette precipitarsi a casa per consolidare la sua posizione di futuro sovrano di Ajman.